# Karlsruher Pyramide

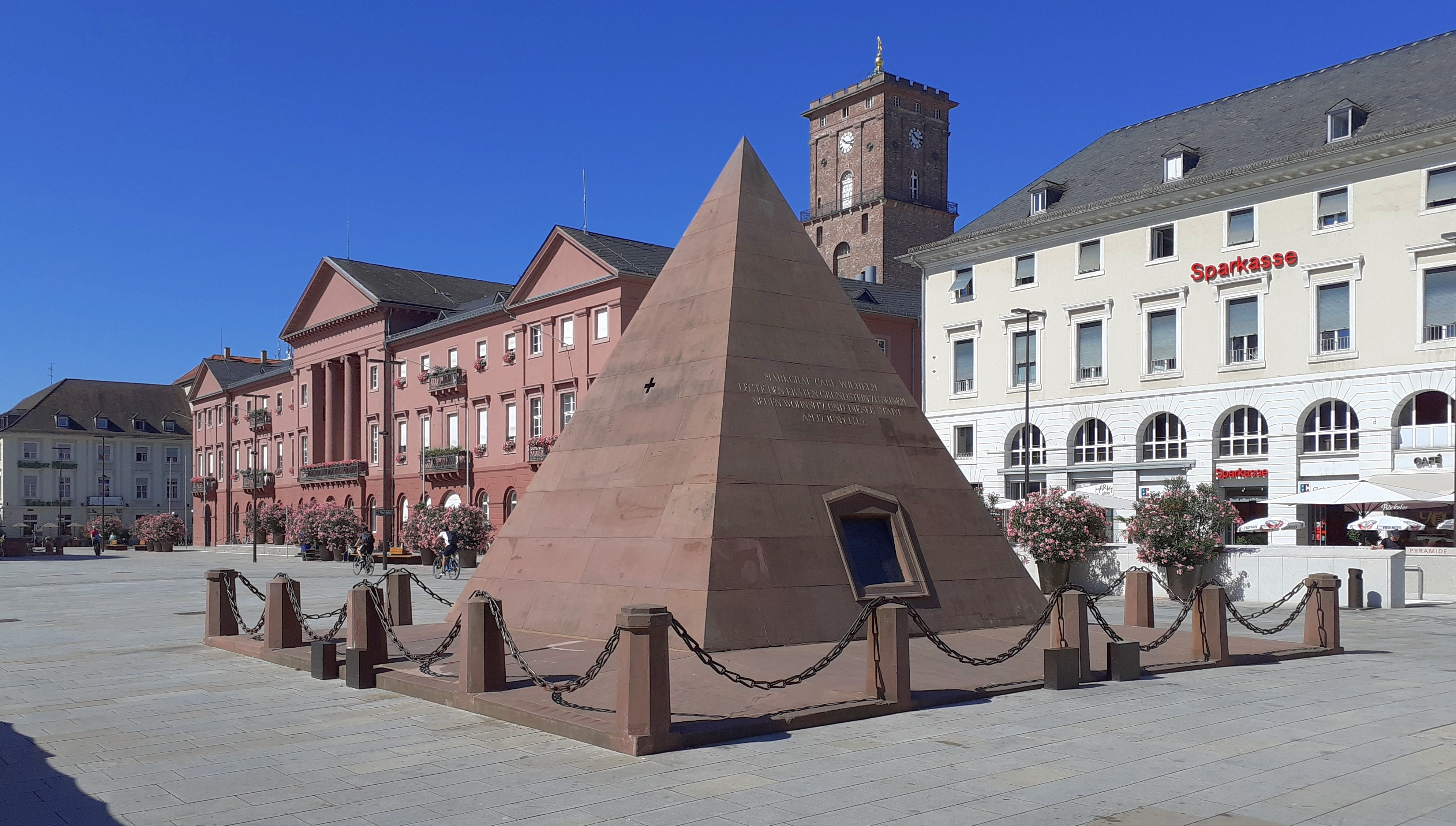
Die Karlsruher Pyramide im Juli 2022, links hinten das Rathaus

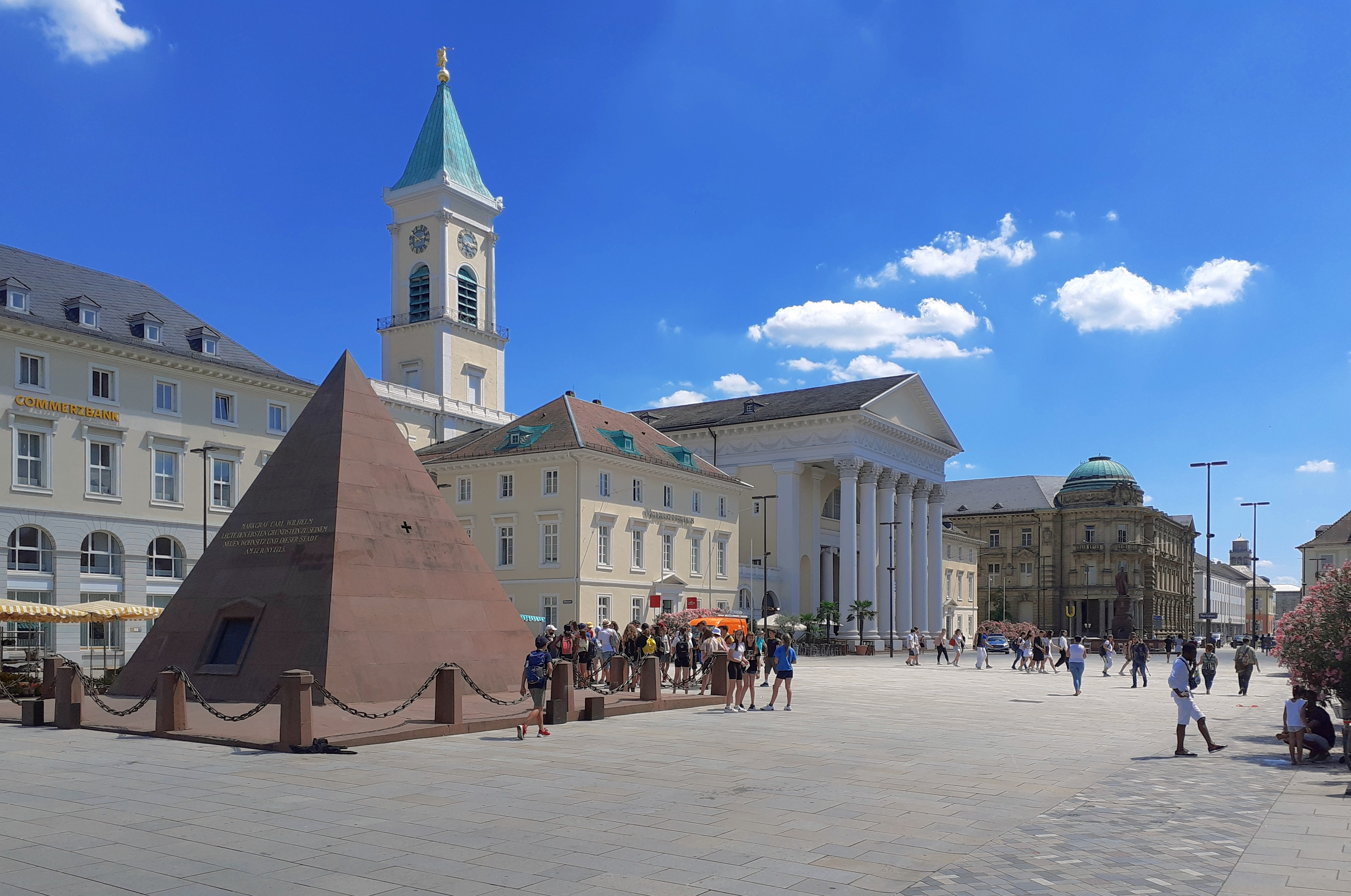
Der Marktplatz mit Pyramide, rechts hinten die Evang. Stadtkirche (2022)

Die Pyramide auf dem Marktplatz von Karlsruhe ist das Grabmal des Stadtgründers Karl Wilhelm von Baden-Durlach (1679–1738) und ein Wahrzeichen der Stadt.

## Aufbau

Schematischer Querschnitt der Pyramide: (1) obere Kammer, (2) mittlere Kammer, (3) Gruft, (4) Weinbrenner-Stadtplan, (5) Sarkophag

Die Pyramide hat eine Höhe von 6,81 Meter, wobei ihre Seitenkanten 8,04 Meter und die Basiskanten der quadratischen Grundfläche 6,05 Meter lang sind. Die gebaute Neigung der Pyramide beträgt {\displaystyle 3+{\frac {1}{9}}} Seked. Sie ist damit deutlich flacher als das Vorbild, die Cestius-Pyramide. Im Inneren ist sie in drei übereinander liegende Kammern aufgeteilt. Die oberste Kammer ist über Belüftungsschächte nach außen offen. Die mittlere Kammer ist über einen Zugang von außen zu betreten. In ihrer Mitte lag bis 1998 und liegt seit 2018 wieder auf einem Sandsteinsockel die Kalksteintafel mit eingraviertem Stadtplan von Karlsruhe, die sich zwischendurch zu Restaurierungszwecken und zum Schutz während des U-Bahn-Baus in der Sammlung des Stadtmuseums befand. Die unterste, nicht zugängliche, Kammer ist die Gruft, in der der Sarkophag von Karl Wilhelm von Baden-Durlach liegt.

## Geschichte

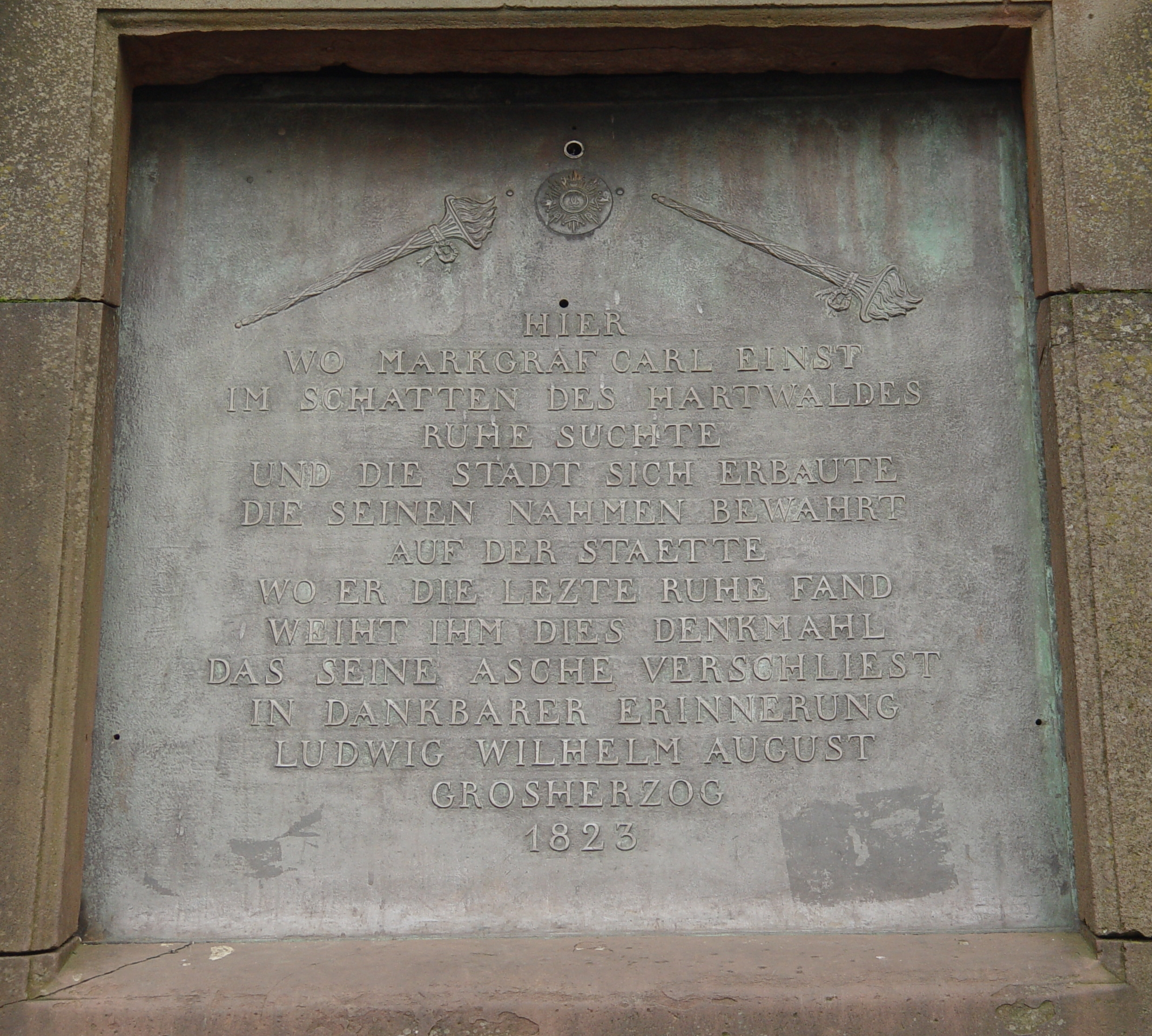
Inschrifttafel

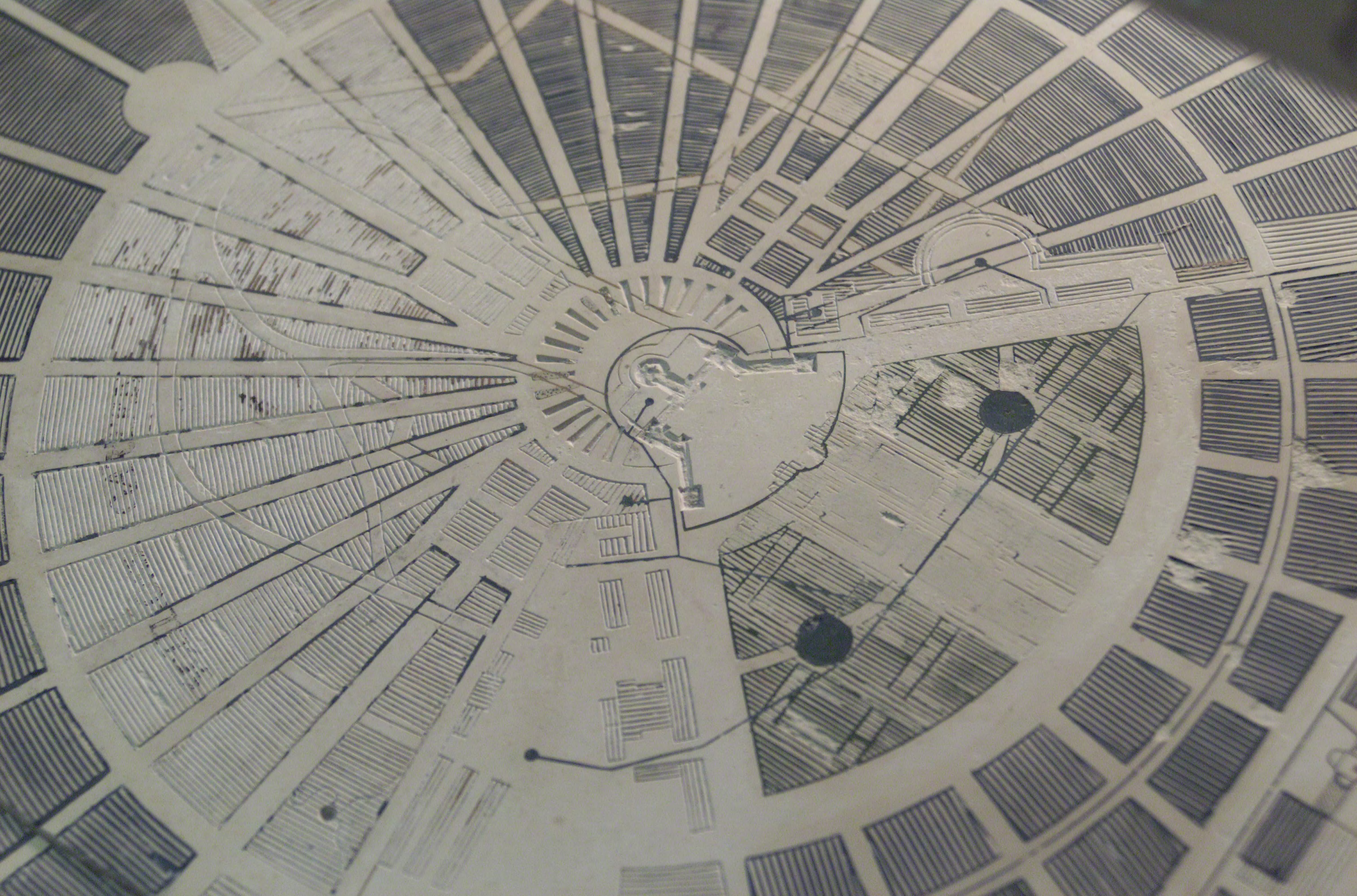
Ausschnitt aus dem Relief des Karlsruher Stadtplans von Friedrich Weinbrenner

Am heutigen Ort der Pyramide stand von 1722 bis 1807 die Konkordienkirche, in deren Gruft die Gebeine des Stadtgründers Markgraf Karl Wilhelm ihre letzte Ruhe fanden. Nach dem Abriss der Kirche erstellte man zunächst eine Holzpyramide über der Gruft und holte über viele Jahre verschiedene Entwürfe über das weitere Aussehen der Grabstätte ein.
Die heutige Pyramide aus Sandstein wurde von 1823 bis 1825 nach einem Entwurf Friedrich Weinbrenners über dem Grab erstellt. Eine Platte an der Nordseite der Pyramide, die den quadratischen Zugang zum Innenraum verschließt, trägt folgende Inschrift:

„Hier wo Markgraf Carl einst im Schatten des Hartwaldes Ruhe suchte und die Stadt sich erbaute die seinen Nahmen bewahrt auf der Staette wo er die lezte Ruhe  fand weiht ihm dies Denkmahl das seine Asche verschliest in dankbarer Erinnerung Ludwig Wilhelm August Grosherzog 1823“

Kurz vor seinem Tod im Jahr 1908 wurde der Karlsruher Bildhauer Fridolin Dietsche von Großherzog Friedrich I. mit dem Entwurf eines Denkmals für den Karlsruher Stadtgründer Markgraf Karl Wilhelm beauftragt, das die Pyramide ersetzen sollte. Nachdem sich Karlsruher Bürger über die geplante Beseitigung der Pyramide empört hatten, schuf Dietsche einen Entwurf, der die Pyramide mit einem Denkmal kombinierte. Dieser wurde jedoch abgelehnt. Das Modell eines eigenständigen Brunnen- und Reiterdenkmals, das während einer Ausstellung wesentlich mehr Zuspruch fand, konnte er jedoch nicht mehr umsetzen, da er zuvor verstarb.
Erst im Jahre 1940 gingen die Rechte an der Pyramide vom Hause Baden an die Stadt über. Jedoch darf auch heute noch die Pyramide nur mit Erlaubnis des Hauses Baden betreten werden. Zum letzten Mal geschah das in den Jahren 1998 und 2018. Bei diesen Gelegenheiten wurde das in einen Kalksteinquader gravierte Relief des Karlsruher Stadtplans aus konservatorischen Gründen entnommen bzw. wieder zurückgelegt.
Von Oktober 2013 bis Oktober 2018 befand sich die Pyramide wegen der Bauarbeiten für die Kombilösung zum Schutz vor Verschmutzung und Beschädigung unter einer Holzverschalung.
In Karlsruhes Partnerstadt Krasnodar wurde 2012 eine kleine Nachbildung der Pyramide aufgestellt.

## Modelle
Das Stadtmuseum Karlsruhe hat zwei Modelle der Pyramide (1:10 und 1:20) im Bestand.